# Butterfield (Minnesota)
Butterfield ist eine Kleinstadt (mit dem Status „City“) im Watonwan County im US-amerikanischen Bundesstaat Minnesota. Das U.S. Census Bureau hat bei der Volkszählung 2020 eine Einwohnerzahl von 601 ermittelt.

## Geografie
Butterfield liegt im Süden Minnesotas auf 43°57′32″ nördlicher Breite und 94°47′40″ westlicher Länge. Das Stadtgebiet erstreckt sich über eine Fläche von 1,17 km². 
Benachbarte Orte von Butterfield sind Saint James (14,7 km ostnordöstlich), Odin (14,7 km südöstlich), Ormsby (19,5 km südöstlich), Mountain Lake (12,2 km westsüdwestlich) und Darfur (13,7 km nordnordwestlich).
Die nächstgelegenen größeren Städte sind Minneapolis (205 km nordöstlich), Minnesotas Hauptstadt Saint Paul (214 km in der gleichen Richtung), Rochester (213 km östlich), Iowas Hauptstadt Des Moines (368 km südsüdöstlich), Omaha in Nebraska (387 km südsüdwestlich), Sioux Falls in South Dakota (177 km westsüdwestlich) und Fargo in North Dakota (415 km nordnordwestlich).

## Verkehr
Entlang des südlichen Stadtrandes von Butterfield verläuft die Minnesota State Route 60. Alle weiteren Straßen sind untergeordnete Landstraßen, teils unbefestigte Fahrwege oder innerstädtische Verbindungsstraßen.
Im Stadtgebiet von Butterfield treffen zwei Eisenbahnstrecken Union Pacific Railroad zusammen.
Mit dem St. James Municipal Airport liegt 21,3 km ostnordöstlich ein kleiner Flugplatz. Die nächsten größeren Flughäfen sind der Sioux Falls Regional Airport (177 km westsüdwestlich) und der Minneapolis-Saint Paul International Airport (200 km nordöstlich).

## Geschichte
Nachdem die ersten weißen Siedler um das Jahr 1870 in die Gegend gekommen waren, kam es durch die ein Jahr später eröffnete Eisenbahn zu einem schnellen Wachstum der Bevölkerung. Die heute noch bestehende Butterfield Township wurde 1872 gegründet. 1895 wurde Butterfield als selbstständige Kommune inkorporiert und ein Bürgermeister gewählt.

## Demografische Daten
Nach der Volkszählung im Jahr 2010 lebten in Butterfield 586 Menschen in 220 Haushalten. Die Bevölkerungsdichte betrug 500,9 Einwohner pro Quadratkilometer. In den 220 Haushalten lebten statistisch je 2,66 Personen. 
Ethnisch betrachtet setzte sich die Bevölkerung zusammen aus 72,7 Prozent Weißen, 0,9 Prozent Afroamerikanern, 0,2 Prozent amerikanischen Ureinwohnern, 7,3 Prozent Asiaten, 0,3 Prozent Polynesiern sowie 17,1 Prozent aus anderen ethnischen Gruppen; 1,5 Prozent stammten von zwei oder mehr Ethnien ab. Unabhängig von der ethnischen Zugehörigkeit waren 25,6 Prozent der Bevölkerung spanischer oder lateinamerikanischer Abstammung. 
24,1 Prozent der Bevölkerung waren unter 18 Jahre alt, 59,2 Prozent waren zwischen 18 und 64 und 16,7 Prozent waren 65 Jahre oder älter. 49,3 Prozent der Bevölkerung war weiblich.

Das mittlere jährliche Einkommen eines Haushalts lag bei 41.563 USD. Das Pro-Kopf-Einkommen betrug 18.359 USD. 15,3 Prozent der Einwohner lebten unterhalb der Armutsgrenze.

## Persönlichkeiten
- Bruce Laingen (1922–2019), Diplomat